# Vlaamse natie op de Canarische eilanden
Op de Canarische Eilanden ontstond tussen 1550 en 1600 een “Vlaamse natie” of “Nacion flamenca”. De Spanjaarden hadden de Canarische eilanden tussen 1342 en 1495 veroverd op de Guanches, de oorspronkelijke bewoners ervan. Onder keizer Karel V stonden Spanje en de Nederlandse gewesten onder hetzelfde gezag. Suikerhandelaars uit Antwerpen in Brabant trokken naar de nieuw verworven eilanden en richtten er suikerrietplantages op. Ook zetten ze er molens neer, net als op de (toen eveneens door Vlamingen bevolkte) Azoren (in Spanje werd het woord flamenca of Vlaams als pars pro toto gebruikt voor alle Nederlandse gewesten, hoewel het strikt genomen enkel naar het graafschap Vlaanderen verwees). De integratie van deze migranten, vooral uit de Zuidelijke Nederlanden, verliep zeer snel, vooral door gemengde huwelijken. Nu zijn er nog allerlei huizen en straten met Vlaamse namen. Een voorbeeld hiervan is het plaatsje Bandama, op het eiland Gran Canaria, waarvan de naam afgeleid is van de Vlaamse naam Van Damme, die verwijst naar het havenstadje Damme bij Brugge. 
Een ander voorbeeld is de Calle Van de Walle in Santa Cruz de la Palma.